# Silberhohl

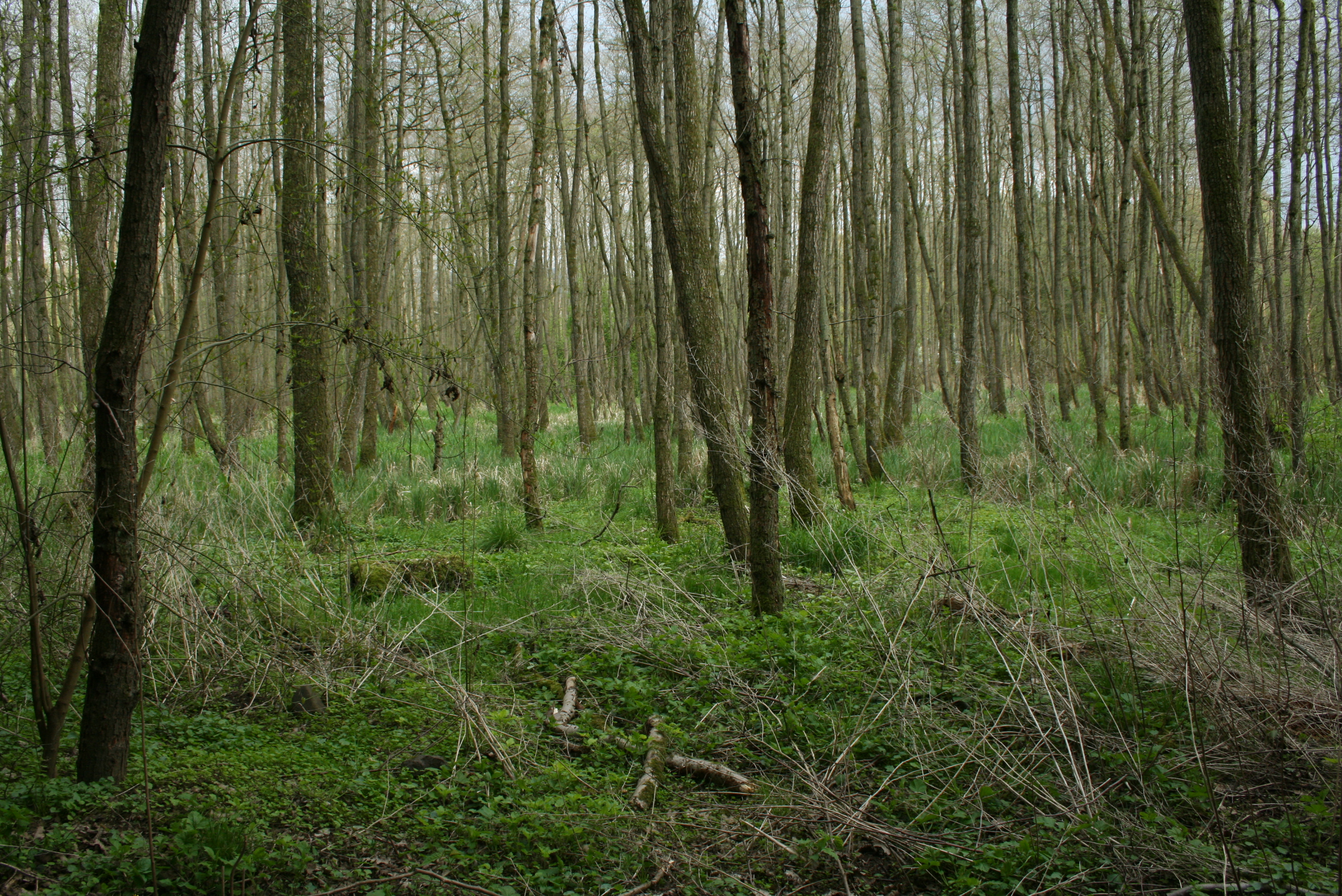
Silberhohl, Seesen, Sumpfgebiet im Frühling

Das Naturschutzgebiet Silberhohl liegt nördlich der Stadt Seesen im Landkreis Goslar in Niedersachsen. Es befindet sich westlich des Flusses Schildau und umfasst einen trichterförmigen, durch Salzauslaugung im Zechstein vor 5000 Jahren entstandenen Erdfall, der ein 11 Meter starkes Moor beherbergt. In diesem haben sich neben Torfmoos-Schwingrasen und Ohrweidengebüsch weitere schutzbedürftige Pflanzen und Tiere, die an die beziellen Bedingungen im Moor (extreme Nährstoffarmut und konstante Feuchtigkeit) angepasst sind, angesiedelt. Dazu zählen beispielsweise der in Niedersachsen stark gefährdete Fieberklee, die Gewöhnliche Moosbeere und der Gagelstrauch, der hier sein vermutlich südlichstes Vorkommen in Niedersachsen hat. 
Der Landkreis Goslar führt als untere Naturschutzbehörde in dem am 2. Juni 1977 nach einer Verordnung vom 5. Mai 1977 ausgewiesenen Naturschutzgebiet regelmäßige Pflegemaßnahmen zur Verhinderung von Verbuschung aufgrund der Eutrophierung von außen durch.